# Аранхуэсское выступление
Аранхуэсское выступление, Аранхуэсский мятеж (исп. Motín de Aranjuez) — народное волнение в Испании, вызванное недовольством населения королём Карлом IV и премьер-министром Мануэлем Годоем, а также начавшейся французской оккупацией.

## Причины мятежа
Перед мятежом премьер-министр Мануэль Годой, фаворит Карла IV, бывший член Королевской гвардии, был крайне непопулярен как среди дворян, так и среди испанского народа.
Дворяне возмущались тем, как Годой обрел власть, хотя родился в нищете и безвестности. Их возмущал амбициозный характер Годоя, его заигрывания со множеством придворных женщин и его желание заставить католическую Испанию заключить соглашение с революционной атеистической Францией против христианской (хотя бы и англиканской) Великобритании. Особую ненависть к нему питал сын короля Фердинанд VII, несколько месяцев назад участвовавший в эскориальском заговоре.
Другим важным фактором был экономический кризис, затрагивающий всю страну, который усилился после потери Испанией своего флота в битве при Трафальгаре в 1805 году. Это ухудшило торговлю с американскими колониями, вызвало нехватку продовольствия и сказалось на промышленном производстве.
Кроме того, в соответствии с условиями договора в Фонтенбло, король и Годой позволили войскам французского императора Наполеона пересечь Испанию и напасть на Португалию. Этот шаг был крайне непопулярен среди испанцев, которые расценили его как унизительное вторжение. Французские войска быстро заняли важные города Сан-Себастьян, Памплона и Барселона, что вызвало негодование испанцев по отношению к Годою.

## Мятеж
Выступление началось в ночь с 17 на 18 марта 1808 года в Аранхуэсе, где находился испанский двор, и затем распространилось на Мадрид. Солдаты, крестьяне и представители общественности напали на жилище Годоя и схватили его. Мятежники заставили короля Карла IV отправить Годоя в отставку, а через два дня суд заставил самого короля отречься от престола в пользу своего сына, который стал королем Фердинандом VII.

## Итог
Наполеон под ложным предлогом урегулирования конфликта пригласил Карла IV и Фердинанда VII в Байонну во Франции. Оба боялись власти французского правителя и посчитали целесообразным принять приглашение. Однако когда они оказались в Байонне, Наполеон заставил их обоих отречься от трона в свою пользу. Затем император поставил королем Испании своего брата Жозефа Бонапарта. Этот эпизод стал известен как байонское отречение (исп. Abdicaciones de Bayona).